# Alexeï Starobinski
Pour les articles homonymes, voir Starobinski.
Alexeï Alexandrovitch Starobinski (en russe : Алексей Александрович Старобинский), né le 19 avril 1948 à Moscou (république socialiste fédérative soviétique de Russie, URSS) et mort le 21 décembre 2023 dans la même ville, est un astrophysicien et cosmologiste soviétique puis russe. Il est l’un des fondateurs du modèle cosmologique de l’inflation cosmique.

## Biographie
Alexeï Starobinsky est né à Moscou le 19 avril 1948. 
Il obtient son doctorat à l'institut Landau de physique théorique de l’Académie des sciences de Russie en 1975.
De 1990 à 1997, il y dirige le département de gravitation et de cosmologie. Il est directeur-adjoint de l'institut de 1999 à 2003.
Alexeï Starobinski meurt le 21 décembre 2023 à Moscou, à l'âge de 75 ans.

### Collaborations scientifiques internationales
Alexeï Starobinski est également chercheur-invité dans de nombreuses institutions :
- École normale supérieure en 1991,
- Institut Henri-Poincaré en 2006,
- Institut Yukawa (en) de l'Université de Kyoto,
- Centre de recherche sur l'univers primordial de l'Université de Tokyo.

Il est membre de l’Académie des sciences de Russie.

## Recherches
Alexeï Starobinski est l'un des pionniers, avec Robert Brout et François Englert, du modèle de l'Inflation cosmique.

### Prix et récompenses
C'est dans le cadre de ces recherches qu'il reçoit de nombreuses récompenses : 
- le prix A. A. Friedmann (en) de l’Académie des sciences de Russie en 1996 ;
- le prix Tomalla de l’Université de Genève en 2009[2] ;
- la médaille Oskar Klein (de) en 2010 ;
- la médaille Amaldi (de) de la Société italienne pour la relativité générale et la gravitation, avec Viatcheslav Moukhanov, en 2012 ;
- le prix Peter-Gruber de cosmologie en 2013[3] ;
- le prix Kavli en astrophysique, conjointement avec Alan Guth du Massachusetts Institute of Technology et Andreï Linde de l'université Stanford[4].